# Upplands runinskrifter 177
Runinskrift U 177 är en runsten i Munktorp, Roslags-Kulla socken och Österåkers kommun i Uppland. Den står kvar på sin ursprungliga plats på Stavs äng.

## Stenen
Stenens material är grå granit, höjden är 2,85 meter, bredden 1,45 meter och tjockleken upp till 25 cm. Översta vänstra hörnet saknas.
Den från runor translittererade och översatta inskriften följer nedan:

## Inskriften
Translitterering av runraden:
× inkiu × lit × raisa × stain × at × kerþar × f... ... sin × þaiʀ × tan × uaʀu × suniʀ × kuls(u)--ns × fotr × risti × runaʀ ×
Normalisering till runsvenska:
Ingiøy let ræisa stæin at Gærðar, f[aður] ... sinn. Þæiʀ Dan vaʀu syniʀ Kulsv[æi]ns. Fotr risti runaʀ.
Översättning till nusvenska:
Ingö lät resa stenen efter Gärdar, fader ... sin. Dan och hans bröder voro Kolsvens söner. Fot ristade runorna.